# Lojani
Lojani (en macédonien Ложани) est un village du sud-ouest de la Macédoine du Nord, situé dans la municipalité de Struga. Le village comptait 778 habitants en 2002.

## Démographie
Lors du recensement de 2002, le village comptait :
- Macédoniens : 778.